# Martinete de Navafría
El Martinete de Navafría (Segovia, España) constituye un establecimiento preindustrial para batido y modelado de cobre, movido por energía hidráulica, que se obtiene por la transmisión de la fuerza del agua a una rueda que, mediante su giro, hace rotar a un eje que mueve el mazo con el que se golpea y modela el mineral.

## Historia
La utilización de este Martinete se remonta a comienzos del siglo XIX, momento en el que se instalan en esta localidad Manuel y Enrique Abán, herreros procedentes de la provincia de Soria, y llevan a cabo la reforma de las antiguas instalaciones hidráulicas del siglo XVIII, adaptándolas al trabajo del cobre.

## Características
El Martinete se localiza en el pie de monte de la vertiente norte de la sierra de Guadarrama, junto al cauce del río Cega, a 1 kilómetro al sur de la localidad de Navafría. Localización que viene determinada por la necesidad de captación de agua abundante, como energía necesaria para hacer girar la rueda que genera el movimiento de la maquinaria, así como la de disponer de una buena base de roca que amortigüe los golpes durante el proceso de trabajo del metal.
En el conjunto del Martinete se pueden distinguir varias áreas: El área de acceso taller, que se utilizaba para la preparación de carbón vegetal de pino y como lugar de acopio del material usado en el Martinete. El área de captación del agua del río Cega y su canalización hasta el edificio del Martinete.
El área del edificio que alberga toda la instalación y maquinaria, tanto exterior como interior, que constituye el Martinete.
El agua se toma directamente del río Cega, a unos 500 metros del edificio, de una zona en la que se forma una balsa natural y que es conducida a través del canal o caz, hasta un depósito de agua situado a nivel del alero del tejado del edificio. Unos tapones permiten, mediante un sistema de palancas desde el interior del taller, regular el caudal de agua, que incidirá sobre una rueda hidráulica situada bajo el depósito y transformará la fuerza del agua en movimiento.
En el centro de la rueda se engarza el eje labrado en un tronco de pino, que gira con el movimiento de la rueda y transmite al mazo la fuerza necesaria para que se eleve y golpee. El Martillo del Martinete consta de un mango o brazo de madera de pino, labrado en su extremo posterior en forma de plano oblicuo para recibir firmemente los impactos, y un anillo o collar metálico, denominado boga, que sirve de punto de apoyo del martillo al suelo. En el extremo se inserta la cabeza del martillo pilón o macho, con el que se golpea el cobre sobre un yunque, encajado en la roca viva. Con este martillo se va batiendo el lingote de cobre fundido, hasta darle el grosor, forma y medidas adecuadas a cada pieza. El taller es una construcción de mampostería de planta rectangular, cubierta a tres aguas. Tiene una puerta de acceso y un pequeño vano y lucernario, que iluminan escasamente la estancia.
En el Martinete se han venido elaborando fundamentalmente, y siempre con métodos tradicionales, calderas de cobre, así como braseros y calientacamas.